# Bérunió

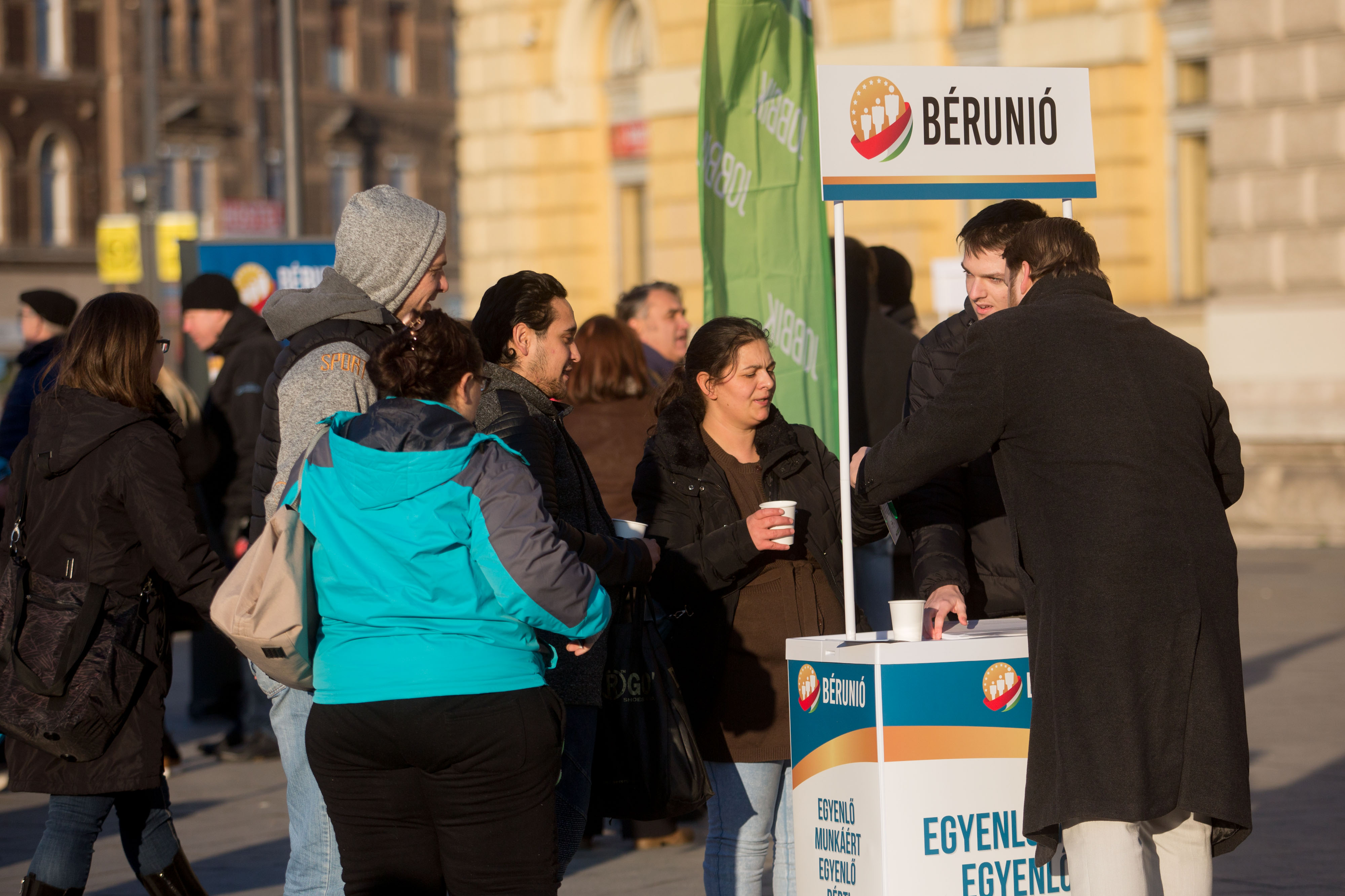
Aláírásgyűjtés Budapesten a Bérunióért (2017)

A Bérunió egy közép-európai politikai pártok, szakszervezetek és magánszemélyek által életre hívott európai polgári kezdeményezés, melynek célja az Európai Unió nyugati és keleti (2004 után csatlakozott) tagállamai közötti gazdasági és bérkülönbségek kiegyenlítése.

## A Béruniós kezdeményezés története
A magyarországi Jobbik Magyarországért Mozgalom meghívására 2017. március 14-én nyolc közép-európai ország képviselői alakították meg a kezdeményezés polgári bizottságát Budapesten, aláírásaikkal hivatalosan is létrehozva ezzel a kezdeményezést. A polgári bizottság képviselőjévé a magyar Gyöngyösi Mártont, képviselő-helyettesévé az észt Jaak Madisont választották. 2017. május 16-án az Európai Bizottság a kezdeményezést regisztrálta és részben jóváhagyta. A regisztrációval a Bérunió kezdeményezése immár a második szakaszba lépett, melynek során a részt vevő felek az a részt vevő tagállamokban és az Európai Unió más tagállamaiban egy év alatt legalább egymillió aláírást kell, hogy összegyűjtsenek. Ezt követően a kezdeményezés képviselői az Európai Parlament és az Európai Bizottság elé terjeszthetik elképzeléseiket.

## A Béruniós kezdeményezés polgári bizottságának tagjai
| Részt vevő ország | Részt vevő képviselő | Részt vevő szervezet            |
| ----------------- | -------------------- | ------------------------------- |
| Magyarország      | Gyöngyösi Márton     | Jobbik Magyarországért Mozgalom |
| Észtország        | Jaak Madison         | Észt Konzervatív Néppárt        |
| Lettország        | Konstantins Pupurs   | magánszemély                    |
| Lengyelország     | Paweł Gawłuk         | Szolidaritás80                  |
| Szlovákia         | Pallér Péter         | magánszemély                    |
| Románia           | Dragos Tirnoveanu    | magánszemély                    |
| Horvátország      | Frano Čirko          | GO!                             |
| Bulgária          | Mihail Petrov        | VMRO                            |

## A kezdeményezés indokai
Az Európai Unió egyik súlyos igazságtalansága a tagállamok közötti bérszínvonal hatalmas különbsége, ami miatt az értékes, szakképzett munkaerő nyugatra vándorol és lehetetlen helyzetbe hozza a keleti régiót. A bérkülönbség a kétszerestől a például az egészségügyben hét-nyolcszoros is lehet, de átlagban a hazai bérek négy-ötszörösét kapja kézhez, aki Nyugat-Európában dolgozik. A bruttó medián órabér 2010 októberében (10 centre kerekítve) az uniós tagállamok közül Dániában (25,00 EUR) volt a legmagasabb, a rangsorban Írország (18,30 EUR) és Luxemburg (17,80 EUR) következett (lásd a 2. ábrát), a legalacsonyabb értékeket pedig Bulgáriában (1,50 EUR), Romániában (2,00 EUR), Litvániában (2,70 EUR) és Lettországban (2,90 EUR) jegyezték fel. A rangsor élén álló uniós tagállamban a legmagasabb bruttó medián órabér euróban kifejezve 16-szor akkora volt, mint a legalacsonyabb értéket regisztráló tagállamban, viszont az országok közötti árszínvonalbeli különbségek figyelembevétele érdekében vásárlóerő-egységben (PPS) számítva ez az arány 5:1 volt.
Ennek hatására Kelet-Európa az elmúlt negyedszázad alatt 20 millió állampolgárát veszítette el a gazdasági célú kivándorlás miatt, ami a teljes térség népességének több mint 5%-a. A kivándorlás immáron nyolc éve folyamatosan növekedést mutat, különösképp a fiatal korcsoportokban.
"Ezen csak az segíthet, ha a bérkiegyenlítődés az európai közösség egyik alapvető célkitűzésévé válik, amely belátható időn belül megvalósul. Ezt viszont sem a tagállamok vezetői, sem az Unió intézményei nem tűzték eddig a zászlójukra. Eljött az idő, hogy a hátrányosan érintett tagállamok a saját állampolgáraink támogatásával az európai vitatémák részévé tegyék a kérdést. Nyugodtan mondhatjuk, hogy törtenelmi jelentőségű felvetésről van szó." - idézet a kezdeményezés hivatalos honlapjáról.

## A kezdeményezés céljai
A kezdeményezés jogi és gazdasági eszközökkel kívánja elérni a bérek közötti jelentős különbség mérséklődését, nem radikálisan, hanem fokozatosan rövid és hosszú távon.
A jogi lehetőségek közül az első lépés, az európai polgári kezdeményezés, amely eredményeként az uniós intézményrendszer is figyelmet fordít a problémára. A jogalkotás területén számos jogszabályi harmonizáció segítheti a bérek kiegyenlítődését. Az Európai Unió Alapjogi Chartája 31. cikke a tisztességes és igazságos munkafeltételekről rendelkezik. Minden munkavállalónak joga van az egészségét, biztonságát és méltóságát tiszteletben tartó munkafeltételekhez. Minden munkavállalónak joga van a munkaidő felső határának korlátozásához, a napi és heti pihenőidőhöz, valamint az éves fizetett szabadsághoz. Ebben a szabályozási rendszerben is helyet kaphat a „Egyenlő munkáért egyenlő bért” elve, amely az uniós tagállamok szolidaritásán alapulna. Ezt valójában az Európai Unió működéséről szóló szerződés 45. cikk (2) bekezdésének kiszélesítését és alapjogra emelést jelentené, azaz a munkavállalók szabad mozgása magában foglalja az állampolgárság alapján történő minden megkülönböztetés megszüntetését a tagállamok munkavállalói között a foglalkoztatás, a javadalmazás, valamint az egyéb munka- és foglalkoztatási feltételek tekintetében. A kezdeményezés nem kíván korlátozásokat, az Európai Unió működéséről szóló szerződés alapján az Unión belül továbbra is biztosítani kell munkavállalók szabad mozgását.
Természetesen önmagában a jogszabályok nem elegendők, a keleti országoknak is szükséges a gazdasági szerkezet reformja, a közép- és hosszútávú növekedési pálya, gazdasági stratégia nemzeti és összehangolt kialakítása. Alapvetően a versenyképességre és a bérhányadra kell fókuszálni. A reálértéken is magasabb munkatermelékenység tudja csak a megfelelő gazdasági hátteret biztosítani a bérekre. Enélkül ugyanis a bérhányad jelentősen megugrik a keleti országokban, így a munkaköltség jelentősen megemelkedik, amely mérsékli a versenyképességet. (Németország újraegyesülésekor szintén ez a probléma jelentkezett: a kelet-német bérek hirtelen emelkedtek, azonban a kelet-német gazdaság nem tudott ilyen ütemben felzárkózni, nem állított elő ekkora hozzáadott értéket, így az továbbra lemaradt. A mai napig mintegy 1000 euró, 30 százalék a keleti és nyugati havi átlagbérek közötti különbség.) A munkabéreknek alapvetően a munkaerőpiacon kell egyensúlyba kerülniük, a minmálbér emelés nem lehet kizárólagos eszköz a különbségek mérséklésére, bár itt is kifejezetten jelentős (tízszeres) az eltérés.
Ezeket erősíti, hogy az Európai Unió működéséről szóló szerződés 174. cikke szerint az Unió átfogó harmonikus fejlődésének előmozdítása érdekében úgy alakítja és folytatja tevékenységét, hogy az a gazdasági, társadalmi és területi kohézió erősítését eredményezze. Az Unió különösen a különböző régiók fejlettségi szintje közötti egyenlőtlenségek és a legkedvezőtlenebb helyzetű régiók lemaradásának csökkentésére törekszik. Az érintett régiók közül kiemelt figyelemmel kell kezelni a vidéki térségeket, az ipari átalakulás által érintett térségeket és az olyan súlyos és állandó természeti vagy demográfiai hátrányban lévő régiókat, mint a legészakibb, rendkívül gyéren lakott régiók, valamint a szigeti, a határon átnyúló és a hegyvidéki régiók.

## Kritikák
A Bérunió kezdeményezését kritizálók szerint a bérkiegyenlítés megvalósíthatatlan, mivel a keleti tagállamok alacsony béreinek oka mélyebb gazdasági összefüggésekkel, az alacsonyabb termelékenységgel áll kapcsolatban. A kezdeményezés tagjai elismerik, hogy a Bérunió elérése egy hosszú folyamat, melynek feltétele a közép-európai tagállamok gazdaságainak rendszerszintű átalakítása, a termelékenység növelése, magasabb hozzáadott értékű termékek előállítása, ám eddig erre a szándék sem jelent meg a térségben. Gyakran hangoztatott ellenérv a Bérunióval szemben, hogy a nyugati tagállamok nem érdekeltek a megvalósításában. A támogatók szerint azonban a közép-európaiak tömeges nyugatra vándorlása társadalmi feszültségekhez vezet, és az Európai Unió stabilitásának megbomlásához vezet, melyet már az ottani vezetők is elkezdtek észrevenni. A megoldás pedig az életszínvonalbeli különbségek csökkentése lehet. A Bérunió kritikusai szerint az Európai Uniónak nincsenek meg az intézményi eszközei a bérkiegyenlítéshez, a kezdeményezés résztvevőinek álláspontja szerint azonban a legelső lépés éppen az elv megfogalmazása lenne és azt követően lehetne intézményi feltételeket teremteni, eddig azonban a problémafelvetés is hiányzott.